# Siphonops insulanus
Siphonops insulanus е вид земноводно от семейство Caeciliidae.

## Разпространение
Видът е разпространен в Бразилия.